# Amt Nordstormarn
La comunità amministrativa di Nordstormarn (Amt Nordstormarn) si trova nel circondario di Stormarn nello Schleswig-Holstein, in Germania.

## Suddivisione
Comprende 12 comuni:
1. Badendorf (895)
2. Barnitz (843)
3. Feldhorst (557)
4. Hamberge (1 801)
5. Heidekamp (495)
6. Heilshoop (553)
7. Klein Wesenberg (764)
8. Mönkhagen (657)
9. Rehhorst (740)
10. Wesenberg (1 688)
11. Westerau (741)
12. Zarpen (1 447)

Il capoluogo è Reinfeld, esterna al territorio della comunità amministrativa.
(Tra parentesi i dati della popolazione al 31 dicembre 2021)